# زیرتنگ (دورود)
زیرتنگ (دورود)، روستایی از توابع بخش مرکزی شهرستان دورود در استان لرستان ایران است.

## جمعیت
این روستا در دهستان دورود قرار دارد و بر اساس سرشماری مرکز آمار ایران در سال ۱۳۸۵، جمعیت آن ۶۱ نفر (۱۲خانوار) بوده‌است.
مردم این منطقه به زبان لری سخن می‌گویند. گویش‌های رایج در این روستا شامل لری سیلاخوری و همچنین لری بختیاری می‌باشند.